# أستراليا المفتوحة 1977 (يناير)
هنا قائمة ببطولات أستراليا المفتوحة لسنة 1977 (في شهر يناير):

## الكبار

### فردي رجال
روسكو تانر () هزم غواليرمو فيلاس (), 6-3, 6-3, 6-3

### فردي سيدات
كاري ميلفابل رايد () هزم ديان فرومهولتز بالستارت (), 7-5, 6-2